# Rhizocarpon carpaticum
Rhizocarpon carpaticum är en lavart som beskrevs av Hans Runemark. Rhizocarpon carpaticum ingår i släktet Rhizocarpon, och familjen Rhizocarpaceae. Arten är reproducerande i Sverige.